# Doug Ashdown
Douglas "Doug" Wesley Ashdown (Adelaide, 29 juli 1942) is een Australisch folk en country singer-songwriter, die vooral bekendheid kreeg door zijn nummer Winter in America. Dit nummer bereikte de dertiende plaats in de Nederlandse Top 40 in 1978. In 1988 werd het nummer gecoverd door René Froger en in 1994 door de Australische band The Robertson Brothers. Ook bereikte Ashdown de drieënvijftigste plaats bij de Australian Go-Set Singles Chart met "The saddest song of all", in 1970.

## Leven
In 1942 werd Ashdown geboren in het zuiden van Australië in Adelaide. Op 17-jarige leeftijd reisde hij naar Engeland om daar in een rockband te gaan spelen. In 1961 keerde hij terug naar Adelaide en speelde daar gitaar in een band bij Bobby Bright. In 1965 bracht Ashdown als individuele singer-songwriter zijn eerste album uit, "This Is Doug Ashdown". In de jaren 60 waren "Something Strange" (1968) en "Whole Lotta Shakin' Goin On" (cover van Jerry Lee Lewis) populaire singles van zijn hand.
In 1970 werd hij mede-eigenaar van het label Sweet Peach van onder meer Jim Stewart en gaf er in augustus The saddest song of all uit. Het nummer bereikte nummer 53 in de Australian Go-Set Singles Chart. Ashdown schreef het nummer met Stewart die langere tijd zijn producent zou worden en zijn composities van een tekst voorzag. Het bijbehorende album The age of mouse was de eerste dubbele langspeelplaat die uitgegeven was door een Australiër.
Ashdown en Stewart verhuisden daarna naar Nashville in de Verenigde Staten. Hier schreven ze onder meer Just thank me waarmee David Rogers een hit had in de Hot Country Songs. En verder nog Leave love enough alone (1974) dat Ashdown eenmaal terug in Sydney zonder succes uitbracht. In 1976 bracht hij het nogmaals uit, maar nu met de titel Winter in America. Het werd nu wel een hit in de Australische hitlijsten en twee jaar later ook in Nederland en België. Vele jaren bleef Ashdown singles en albums uitgeven, en (kleine) successen boeken tot in de jaren tachtig.

## Discografie

### Albums
| Album met eventuele hitnotering(en) in de Nederlandse Album Top 100 | Datum van verschijnen | Datum van binnenkomst | Hoogste positie | Aantal weken | Opmerkingen                          |
| ------------------------------------------------------------------- | --------------------- | --------------------- | --------------- | ------------ | ------------------------------------ |
| This is Doug Ashdown                                                | 1965                  | -                     |                 |              |                                      |
| The real thing                                                      | 1966                  | -                     |                 |              |                                      |
| Source                                                              | 1968                  | -                     |                 |              |                                      |
| The age of mouse                                                    | 1970                  | -                     |                 |              |                                      |
| Doug Ashdown live                                                   | 1971                  | -                     |                 |              | Livealbum                            |
| Leave love enough alone                                             | 1974                  | -                     |                 |              |                                      |
| Trees                                                               | 1977                  | -                     |                 |              |                                      |
| Empty without you                                                   | 1977                  | -                     |                 |              |                                      |
| Winter in America                                                   | 1978                  | 25-03-1978            | 26              | 7            | heruitgave "Leave love enough alone" |
| The world for the right kind of man                                 | 1983                  | -                     |                 |              |                                      |
| Love lives love grows                                               | 1987                  | -                     |                 |              |                                      |
| No cheap grace                                                      | 1997                  | -                     |                 |              |                                      |
| Really and sincerely                                                | 1999                  | -                     |                 |              |                                      |
| Homesong                                                            | 2000                  | -                     |                 |              |                                      |
| Doug Ashdown and friends live - The blues and then some             | 2001                  | -                     |                 |              | Livealbum                            |
| A career collection (1965–2000)                                     | 2004                  | -                     |                 |              | Verzamelalbum                        |
| The folk centre Concert                                             | 2007                  | -                     |                 |              | Livealbum                            |

### Singles
| Single met eventuele hitnotering(en) in de Nederlandse Top 40 | Datum van verschijnen | Datum van binnenkomst | Hoogste positie | Aantal weken | Opmerkingen                               |
| ------------------------------------------------------------- | --------------------- | --------------------- | --------------- | ------------ | ----------------------------------------- |
| Winter in America                                             | 1978                  | 04-03-1978            | 13              | 7            | Nr. 17 in de Single Top 100 / Alarmschijf |

| Single met hitnotering(en) in de Vlaamse Ultratop 50 | Datum van verschijnen | Datum van binnenkomst | Hoogste positie | Aantal weken | Opmerkingen                 |
| ---------------------------------------------------- | --------------------- | --------------------- | --------------- | ------------ | --------------------------- |
| Winter in America                                    | 1978                  | -                     |                 |              | Nr. 25 in de Radio 2 Top 30 |

### NPO Radio 2 Top 2000
| Nummer met noteringen in de NPO Radio 2 Top 2000 | '99 | '00 | '01  | '02  | '03  | '04  | '05  | '06  | '07  | '08  | '09 | '10  | '11  | '12  | '13  |
| ------------------------------------------------ | --- | --- | ---- | ---- | ---- | ---- | ---- | ---- | ---- | ---- | --- | ---- | ---- | ---- | ---- |
| Winter in America                                | 820 | 904 | 1367 | 1135 | 1188 | 1370 | 1404 | 1724 | 1700 | 1502 | -   | 1901 | 1895 | 1929 | 1646 |

1. ↑  Een '-' betekent dat het nummer niet was genoteerd en een vetgedrukt getal geeft de hoogste notering aan.
2. ↑  Deze tabel is bijgewerkt tot en met de laatste editie (2024).